# SODAR

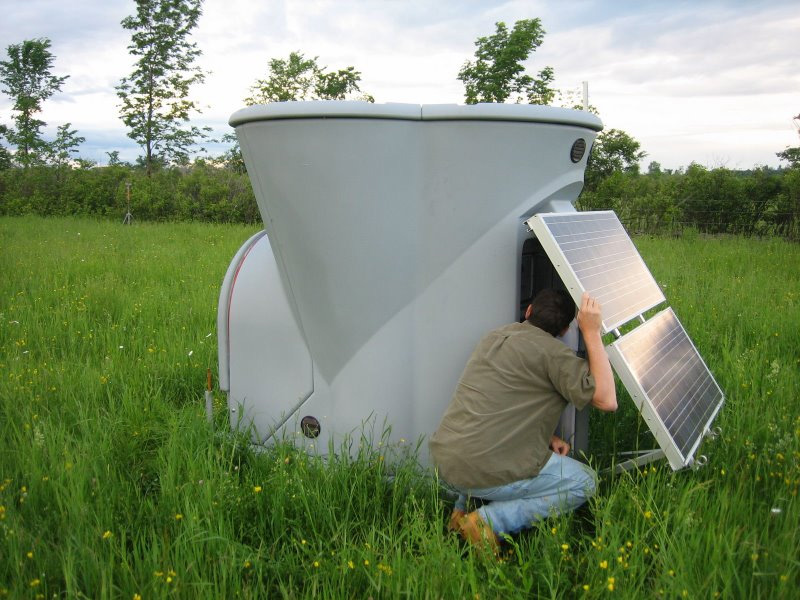
Il sistema SODAR trasportabile TRITON

Il SODAR (acronimo dell'espressione inglese SOnic Detection And Ranging), è uno strumento meteorologico conosciuto anche come Wind Profiler, che misura la diffusione delle onde sonore riflesse dalle turbolenze atmosferiche (es. wind shear). Sono dunque simili ai radar tranne per il fatto che per la rilevazione utilizzano segnali acustici anziché segnali radio. Vengono usati per misurare la velocità del vento a varie altezze sopra il livello del suolo (profilo del vento) e la struttura termodinamica dello strato più basso dell'atmosfera.

## Sodar Doppler
I sistemi sodar commerciali prodotti con lo scopo di raccogliere misure sulla velocità e la direzione del vento lungo la colonna d'aria che li sovrasta consistono essenzialmente in trasduttori che trasmettono un particolare segnale acustico, ne ricevono la riflessione e da questa elaborano i risultati.